# La Marque de Windfield
La Marque de Windfield (titre original : A Dangerous Fortune) est le neuvième roman écrit par Ken Follett. C’est un thriller victorien, écrit en 1993 et publié en France en 1994 par les éditions Robert Laffont dans une traduction de Jean Rosenthal.
L’action se déroule dans le Londres du XIXe siècle. Plusieurs élèves du collège de Windfield sont impliqués dans un incident au cours duquel un des leurs, Peter, se noie.  Mais cette noyade est-elle vraiment un accident ? Les secrets qui entourent cet épisode vont marquer à jamais les destins d’Edward, riche héritier d’une grande banque, de Hugh, son cousin pauvre et réprouvé, de Micky Miranda, fils d’un richissime Sud-Américain. Autour d’eux, des dizaines d’autres figures s’agitent dans cette société où les affaires de pouvoir et d’argent, de débauche et de famille, se mêlent inextricablement derrière une façade de respectabilité… Ken Follett dépeint la vie de jeunes gens faite de passion, de traîtrise, de manipulation et de meurtres.

## Résumé
Le prologue, situé en 1866 met en scène le jour de l’accident. Il introduit les jeunes collégiens, personnages principaux que l’on retrouve tout au long du roman.  Il positionne aussi la place de chaque personnage dans la société. On y apprend également deux morts, celle de Peter Middleton et de Tobias Pilaster, père de Hugh.
Par la suite, on suit les aventures de Hugh Pilaster. Après le suicide de son père, il est recueilli par la branche fortunée de sa famille et commence à travailler dans la banque familiale, une des banques londoniennes les plus riches de son temps. I doit composer avec son oncle Joseph, homme emporté et peu amène, son épouse Augusta qui désire plus que tout être établie dans le "beau monde" et son cousin Edward, veule, benêt et un peu méchant. 
Hugh est un banquier de grand talent, et parvient peu à peu à s'établir et à devenir associé de la banque malgré les embûches semées sur son chemin par sa tante Augusta et par Micky Miranda, le véritable grand méchant de l'histoire. En chemin il épouse sans passion une jeune croqueuse de diamants, son véritable amour Maisie Robinson s'étant mariée avec un ami d'enfance Solomon Greenbourne. 
Lorsque celui-ci, assassiné par Micky Miranda, décède, Maisie commence à travailler dans une clinique pour mères célibataires. Elle éduque seule son fils, Bertie, né d'une relation d'une nuit avec Hugh Pilaster avant son mariage avec Solomon Greenbourne. Bertie est un jeune homme brillant et tout porte à croire qu'il deviendra également financier.
Micky Miranda, Augusta et Edward poussent la banque à la faillite dans l'espoir que le père de Micky puisse renverser le pouvoir en place dans son pays et en devenir le dictateur. La situation semble catastrophique. Heureusement, Hugh, aidé par le père de Solomon Greenbourne, parvient à "sauver les meubles" et à continuer de travailler pour la City. Le coup d'état est finalement un échec. Micky, auteur de 4 assassinats, est finalement à son tour assassiné par Augusta après qu'il l'ait trahi et insulté. 
Maisie et Hugh se marient finalement, 17 ans après leur coup de foudre. Hugh se remet sur les rails avec des idées audacieuses.

## Personnages

### Personnages principaux

#### Hugh Pilaster
Hugh Pilaster, fils de Tobias, est le mouton noir de la famille. Il est reprouvé quand son père décide de ne pas suivre la tradition familiale, qui est de devenir banquier. Hugh est le « gentil » du livre; on suivra ses mésaventures tout au long du roman, le menant de désillusion en désillusion.

#### Edward Pilaster
Edward Pilaster est le fils de Joseph Pilaster et Augusta Pilaster. Meilleur ami de Micky Miranda, peu doué pour les études et pour le travail, il fréquente assidument les lieux de plaisir. Il sera le banquier qui fera couler la banque Pilaster. Soumis et manipulé par sa mère et son meilleur ami, il se mariera avec Emily bien qu’il soit en réalité amoureux de Micky.

#### Micky Miranda
Micky Miranda est le fils d’une riche brute d’Amérique du sud. Il vit dans la constante peur de son père et que celui-ci le force à rentrer au Cordovay. C’est un manipulateur, un menteur ainsi qu’un meurtrier. Il se mariera mais ne cessera de tromper sa femme, tout comme Edward.

#### Augusta Pilaster
Mère d’Edward et épouse de Joseph.  Femme ambitieuse, manipulatrice et très attachée à ses privilèges.  Elle tente par tous les moyens de favoriser la carrière de son fils au détriment de celle de Hugh. 

#### Maisie Robinson
De son vrai nom Rabinowicz. Alors qu’elle était assez jeune, la faillite du père de Hugh avait entrainé celle de ses parents.  Elle nourrit donc un puissant ressentiment envers la famille Pilaster, dont elle recroisera la route.

#### Solly Greenbourne
Fils du riche banquier Ben Greenbourne, dont il suit les traces. Homme généreux et fidèle, il fera preuve d'une constante loyauté envers Hugh. 

#### Peter Middleton
Peter Middleton est un élève du collège de Windfield qui mourra noyé.  Son décès, considéré comme accidentel, conserve une part de mystère qui projette une ombre sur l’ensemble du récit.